# Peter Prevc
Peter Prevc, né le 20 septembre 1992 à Kranj, est un sauteur à ski slovène, ancien détenteur du record du monde de longueur en saut à ski. Il se révèle en 2013 par deux médailles aux Championnats du monde de Val di Fiemme, et ses deux premiers podiums en Coupe du monde à Planica trois semaines plus tard. En 2014, il est médaillé d'argent olympique sur le petit tremplin et de bronze sur le grand tremplin. Le 14 février 2015 au tremplin de Vikersund, il réalise un saut mesuré à 250 mètres, surpassant de 3,5 mètres le record du monde établi en 2011 sur le même tremplin par le Norvégien Johan Remen Evensen. Ce record du monde est néanmoins dépassé le lendemain par le Norvégien Anders Fannemel avec une distance de 251,5 m. Il remporte la Tournée des quatre tremplins en 2016 avec le plus grand nombre total de points gagnés dans l'histoire de cette compétition. La même année il remporte le gros globe de cristal du classement général en battant ou égalant notamment beaucoup de records.

## Biographie
Il a commencé le saut à ski sur un tremplin de 25 mètres, appelé "Bregarca" situé près de son domicile à Dolenja Vas. Son père l'inscrit au SK Triglav Kranj l'année suivante alors qu'il a dix ans.
Ses frères Cene et Domen sont également des sauteurs à ski. 

## Carrière

### Débuts
Peter Prevc commence sa carrière en participant à des compétitions FIS durant l'hiver 2006-2007. Sa première sélection nationale intervient lors des Championnats du monde junior de Strbske Pleso en 2009. En fin d'année il fait ses débuts en Coupe du monde à Lillehammer, marquant ses premiers points avec une vingt-deuxième place. Médaillé d'argent aux Championnats du monde junior d'Hinterzarten en 2010, il s'est qualifié pour les Jeux olympiques de Vancouver où il se classe septième à l'individuel en tremplin normal et seizième sur le grand tremplin. 

### 2011-2013: premiers podiums
Lors de ses premiers Championnats du monde à Oslo en 2011, il obtient la médaille de bronze du concours par équipes en grand tremplin avec Robert Kranjec, Jernej Damjan et Jurij Tepeš. Deux semaines plus tard, il s'offre devant son public à Planica un premier podium en Coupe du monde dans une épreuve par équipes.
Durant la saison 2011-2012, il termine plusieurs fois dans les dix premiers (quatrième à Zakopane et Willingen) puis permet en égalant le record du tremplin d'Oberstdorf aux slovènes de remporter leur premier concours par équipes en Coupe du monde. À cette occasion, il se fracture l'épaule gauche après une mauvaise réception. Il met un terme à sa saison, se classant finalement quinzième au général.
En 2012-2013, il gagne avec ses coéquipiers les épreuves collectives de Zakopane, Willingen et Planica. En janvier 2013, il établit son record personnel au tremplin de vol à ski de Vikersund avec un saut de 230 mètres. Ensuite, lors Championnats du monde, il remporte successivement la médaille de bronze sur le petit tremplin puis la médaille d'argent sur le grand tremplin. En fin de saison, Prevc monte sur ses deux premiers podiums individuels à Planica avec une deuxième puis une troisième place. Vainqueur de l'Adidias Distance Award cette saison, il arrive à un total de 7 328 mètres de longueur pour le cumul de ses sauts.                                                  

### Saison 2013-2014: double médaillé olympique
En fin d'année 2013, Prevc a été désigné sportif slovène de l'année. Lors de la saison 2013-2014, à la suite de sa première victoire au tremplin de Kulm, il s'adjuge la Coupe du monde de vol à ski. Ensuite, vainqueur à Sapporo il prend la tête du classement général qu'il cédera ultérieurement à Kamil Stoch. Lors des Jeux olympiques de Sotchi, il remporte la médaille d'argent au tremplin normal derrière Kamil Stoch puis la médaille de bronze au grand tremplin dominé par Stoch devant Noriaki Kasai. Cela fait de lui le premier athlète slovène masculin à obtenir deux médailles lors des mêmes Jeux d'hiver. Il finit sa saison avec un podium (troisième place) aux Championnats du monde de vol à ski d'Harrachov puis une victoire à Planica lui assurant de terminer deuxième au classement général de la Coupe du monde.

### Saison 2014-2015
Il commence sa saison par plusieurs tops 10 avant de se classer deuxième au cinquième concours à Lillehammer. Il termine ensuite troisième de la Tournée des quatre tremplins. Ensuite, au cours du mois de janvier, il remporte son premier concours de l'hiver à Sapporo et monte au total sur cinq podiums. Le 1er février, quatrième à Willingen, il revient à 29 points du leader du classement général de la Coupe du monde, Stefan Kraft révélation de la saison. Le 14 février 2015, lors de la manche de Coupe du monde de Vikersund, il effectue un saut de 250 mètres, ce qui représente un nouveau record du monde, détenu jusque-là par Johan Remen Evensen (246,5 mètres). Il remporte ce concours et passe en tête de la Coupe du monde. Le record est battu le lendemain par le Norvégien Anders Fannemel. Il perd ensuite la première place au général de la Coupe du monde sur Severin Freund qui établit une série de victoires jusqu'à l'avant dernière étape de la saison à Oslo. À Planica, il gagne le premier concours individuel, où il a reçu la note de style de vingt sur vingt de la part de tous les juges mais est devancé le lendemain par son compatriote Jurij Tepes, ce qui fait qu'il se retrouve à égalité de points avec Freund au classement final de la Coupe du monde. Cependant, c'est l'Allemand Freund qui est déclaré vainqueur car il a gagné plus de concours cette saison (neuf contre trois) que Prevc.

### Saison 2015-2016: la domination
Lors du concours par équipes inaugural de la saison, les Slovènes se classent deuxièmes avec au sein d'eux lui et son frère Domen. Il est deuxième le lendemain en individuel. À part une onzième place sur une manche disputée à Lillehammer, il établit une série continue de podium qui lui permet de prendre la tête du classement général. Cette prise de pouvoir est effective après une victoire à Nijni Taguil. Ensuite les 19 et 20 décembre 2015, il signe un doublé à Engelberg dont à la clé un record de saut sur ce tremplin mesuré à : 142 mètres. À cette occasion, il gagne devant son frère Domen, alors âgé de 16 ans, il s'agit du premier doublé familial jamais réalisé en Coupe du monde de saut à ski. 
Il dispute ensuite la Tournée des quatre tremplins en tant que favori. Elle démarre pour lui par une troisième place à Oberstdorf, où il est devancé par son rival Severin Freund ayant sauté sous un vent défavorable. Il remporte confortablement les trois autres concours de la Tournée et s'offre donc la victoire finale, devenant le deuxième sauteur slovène à gagner ce titre après Primoz Peterka en 1997. Il devient également le recordman de points marqués sur cette compétition avec 1139,5 points.
Il s'adjuge le tremplin de Willingen et signe sa 13e victoire.
En janvier 2016, il devient le champion du monde de vol à ski lors des Championnats du monde de vol à ski 2016 en Autriche.
A Zakopane, bien qu'il ait fini premier après le premier round, il effectue un mauvais second saut et se place 3e.
A Sapporo, le 30 janvier, il remporte un 14e concours en Coupe du monde. C'est le 8e succès de la saison.
A Trondheim, le 10 février, il s'adjuge sa 9e victoire de la saison. Le 13 février, il signe une 10e et 11e victoire toujours en Norvège à Vikersund sur le tremplin de vol à ski.
Après une tournée finoise décevante ou il ne monte pas sur le podium en trois concours, il signe sa 12e victoire de la saison à Almaty. Il n'est plus qu'à une unité du record de victoires sur une saison de l'autrichien Gregor Schlierenzauer. Le lendemain, il remporte encore la compétition, il égale ainsi le record de nombre de concours remportés sur une saison (13). Il assure aussi sa première place et son premier globe de cristal. C'est le 1er slovène depuis 1998 à être champion du monde.
Après deux compétitions plutôt décevantes à Wisla et Titisee-Neustadt, Peter Prevc renoue avec la victoire chez lui à Planica. Il s'offre donc un 14e et 15e succès sur une saison et devient le recordman de victoire sur une saison. Aussi il devient le détenteur du grand nombre de points sur une saison (2303 points) mais aussi de podium réalisé sur une saison (22 au total).

### 2017-2019
En 2016-2017, il passe au neuvième rang du classement général de la Coupe du monde, ne montant que sur deux podiums : troisième à Ruka et premier à Sapporo. Sur les Championnats du monde à Lahti, il est quatrième par équipes mixtes et neuvième au grand tremplin individuel notamment.
En 2018, peu après son unique podium de l'hiver à Zakopane, il prend part à ses troisièmes jeux olympiques, à Pyeongchang, obtenant des résultats hors du top dix en individuel et se classe cinquième par équipes. Il se console cet hiver avec une médaille d'argent par équipes aux Championnats du monde de vol à ski 2018 avec Jernej Damjan, Anže Semenič et Domen Prevc.
En 2019, il obtient son plus mauvais classement général en Coupe du monde depuis 2010 avec la 29e position. Il est forme tout de même sur les étapes norvégiennes, gagnant la compétition par équipes de vol à ski à Vikersund et terminant troisième en individuel à Holmenkollen.

### 2019-
En 2019-2020, il remonte dans la hiérarchie, se signalant avec une deuxième place à Engelberg, puis empoche son premier succès individuel dans l'élite depuis trois ans à Lillehammer dans le cadre du Raw Air, en battant deux Allemands, dont le champion du monde Markus Eisenbichler. Il finit la saison au huitième rang de la Coupe du monde.

## Palmarès

### Jeux olympiques
| Épreuve / Édition | Vancouver 2010                   | Sotchi 2014                      | Pyeongchang 2018                 | Pékin 2022 |
| Petit tremplin    | 7e                               | Argent                           | 14e                              | 4e         |
| Grand tremplin    | 16e                              | Bronze                           | 17e                              | 10e        |
| Par équipes       | 8e                               | 5e                               | 5e                               | Argent     |
| Par équipes mixte | Épreuve inexistante à cette date | Épreuve inexistante à cette date | Épreuve inexistante à cette date | Or         |

### Championnats du monde
| Épreuve / Édition | Épreuve / Édition      | Oslo 2011                        | Val di Fiemme 2013               | Falun 2015                       | Lahti 2017                       | Seefeld 2019                     | Oberstdorf 2021                  |
| Petit tremplin    | Petit tremplin         | 17e                              | Bronze                           | 13e                              | 11e                              | 24e                              | -                                |
| Grand tremplin    | Grand tremplin         | 25e                              | Argent                           | 4e                               | 9e                               | 16e                              | 16e                              |
| Par équipes       | Petit tremplin         | 6e                               | Épreuve inexistante à cette date | Épreuve inexistante à cette date | Épreuve inexistante à cette date | Épreuve inexistante à cette date | Épreuve inexistante à cette date |
| Par équipes       | Petit tremplin (mixte) | Épreuve inexistante à cette date | 8e                               | 5e                               | 4e                               | 4e                               | -                                |
| Par équipes       | Grand tremplin         | Bronze                           | 6e                               | 6e                               | 5e                               | 6e                               | 5e                               |

### Championnats du monde de vol à ski
| Épreuve / Édition | Harrachov 2014 | Kulm 2016 | Oberstdorf 2018 | Planica 2020 | Vikersund 2022 | Kulm 2024 |
| Individuel        | Bronze         | Or        | 6e              | -            | 4e             | 26e       |
| Par équipes       | Annulé         | 4e        | Argent          | 4e           | Or             | Or        |

### Coupe du monde
- 1 gros globe de cristal en 2016.
- 3 petits globes de cristal :
  - Vainqueur du classement de vol à ski en 2014, 2015 et 2016.
- Vainqueur de la Tournée des 4 Tremplins 2016.
- 62 podiums individuels : 24 victoires, 23 deuxièmes places et 15 troisièmes places.
- 31 podiums par équipes dont 12 victoires.

#### Victoires individuelles
| Année     | Lieu |
| 2013-2014 | Tauplitz/Bad Mitterndorf (Autriche) Sapporo (Japon) Planica (Slovénie) |
| 2014-2015 | Sapporo (Japon), Vikersund (Norvège), Planica (Slovénie) |
| 2015-2016 | Nijni Taguil (Russie), Engelberg (Suisse) × 2, Garmisch (Allemagne), Innsbruck (Autriche), Bischofshofen (Autriche), Willingen (Allemagne), Sapporo (Japon), Trondheim (Norvège), Vikersund (Norvège) × 2, Almaty (Kazakhstan) × 2, Planica (Slovénie) × 2 |
| 2016-2017 | Sapporo (Japon) |
| 2019-2020 | Lillehammer (Norvège) |
| 2023-2024 | Planica (Slovénie) |

#### Classements en Coupe du monde
| Année     | Classement général final |
| 2009-2010 | 35e                      |
| 2010-2011 | 24e                      |
| 2011-2012 | 15e                      |
| 2012-2013 | 7e                       |
| 2013-2014 | 2e                       |
| 2014-2015 | 2e                       |
| 2015-2016 | 1er                      |
| 2016-2017 | 9e                       |
| 2017-2018 | 15e                      |
| 2018-2019 | 29e                      |
| 2019-2020 | 8e                       |
| 2020-2021 | 23e                      |
| 2021-2022 | 15e                      |
| 2022-2023 | 25e                      |
| 2023-2024 | 5e                       |

### Championnats du monde junior
| Épreuve / Édition | Strbske Pleso 2009 | Hinterzarten 2010 |
| Individuel        | 6e                 | Argent            |
| Par équipes       | 5e                 | Bronze            |

### Festival olympique de la jeunesse européenne
- Médaille d'or en individuel en 2009 à Szczyrk.
- Médaille d'or par équipes en 2009.

### Grand Prix
- 6e du classement général en 2015 et 2016.
- 6 podiums individuels, dont 1 victoire.

### Coupe continentale
- 17 podiums, dont 8 victoires.